# Even Cowgirls Get the Blues (colonna sonora)
Music From the Motion Picture Soundtrack Even Cowgirls Get the Blues è la colonna sonora del film Cowgirl - Il nuovo sesso di Gus Van Sant. È la prima colonna sonora composta dalla cantautrice k.d. lang.

## Tracce
1. Just Keep Me Moving
2. Much Finer Place
3. Or Was I
4. Hush Sweet Lover
5. Myth
6. Apogee
7. Virtual Vortex
8. Lifted by Love
9. Overture
10. Kundalini Yoga Waltz
11. In Perfect Dreams
12. Curious Soul Astray
13. Ride of Bonanza Jellybean
14. Don't Be a Lemming Polka
15. Sweet Little Cherokee
16. Cowgirl Pride